# Aramis Knight
Aramis Knight (Los Ángeles, 3 de octubre de 1999) es un actor estadounidense de cine y televisión. Sus créditos incluyen Boston Legal (2005), Rendition (2007), Dexter (2008), Crossing Over (2009), Lost (2010), The Middle (2010), Psych (2011), NCIS (2011), Scorpion (2015), Into the Badlands (2015-2019), Runt (2019), Ms. Marvel (2022) y Centurion: The Dancing Stallion (2023).

## Trayectoria
Knight nació el 3 de octubre de 1999 en Los Ángeles, California, y creció en Woodland Hills. Su padre es de ascendencia paquistaní, mientras que su madre Rhonda Knight es de ascendencia inglesa, irlandesa y alemana.
En 2005, empezó a actuar en anuncios y a interpretar papeles secundarios. Desde entonces, ha hecho apariciones como invitado y ha interpretado a personajes recurrentes en varias series de televisión, como Scorpion, The Middle, Psych, NCIS, Lost, Dexter y Boston Legal. Entre sus papeles en el cine se incluyen Crossing Over y Rendition. También ha hecho de actor de doblaje para varios proyectos, como Shrek Forever After y Happy Feet Two. Interpretó a Bean, el mejor amigo del protagonista Ender Wiggin, en la película El juego de Ender.
De 2015 a 2019, interpretó a M.K., un papel principal descrito como «un chico con poderes mágicos inexplicables», en Into the Badlands. Into the Badlands es una serie de televisión de AMC descrita como «una serie de ciencia ficción y artes marciales de alto octanaje» y como un «drama postapocalíptico». Para prepararse para el papel de M.K., Knight recibió varias semanas de entrenamiento intensivo en artes marciales.
En diciembre de 2020, fue elegido para el papel de Kareem / Puñal Rojo en la serie del Universo Cinematográfico Marvel de Disney+, Ms Marvel.

## Filmografía

### Cine
| Año  | Película                        | Rol                 |
| ---- | ------------------------------- | ------------------- |
| 2007 | El sospechoso                   | Jeremy El-Ibrahimi  |
| 2009 | Persecución inminente           | Juan Sánchez        |
| 2009 | Santa Buddies                   | Budha               |
| 2010 | Día de los enamorados           | Voz                 |
| 2012 | The Dark Knight Rises           | Chico de la manzana |
| 2013 | El juego de Ender               | Bean                |
| 2019 | Runt                            | Vic                 |
| 2023 | Centurion: The Dancing Stallion | Danny Sanchez       |
| 2025 | Karate Kid: Legends             | Connor              |

### Series
| Año         | Título                            | Rol                 | Notas                                                    |
| ----------- | --------------------------------- | ------------------- | -------------------------------------------------------- |
| 2005        | Justicia Ciega                    | Tito Pérez          | Papel recurrente                                         |
| 2005        | Invasión                          | El muchacho hispano | Piloto                                                   |
| 2006        | Day Break                         | Jugador Jenga       | Episodio "What If They Run"                              |
| 2006        | Caso Cerrado                      | Emilio Valens       | Episodio "La guerra en casa"                             |
| 2008        | Dexter                            | Carlos              | Papel recurrente                                         |
| 2008        | Hannah Montana                    | Sin información     | Episodio: "Estamos todos juntos en esta cita"            |
| 2008        | Life on Mars                      | Sin información     | Piloto sin emitir                                        |
| 2008        | Single with parents               | Dylan               | Piloto sin emitir                                        |
| 2008        | Almas Perdidas                    | Gus                 | Episodio "Lista de muertos"                              |
| 2009        | Pedro, el pollo                   | Wendell Pate        | Película original de Disney Channel                      |
| 2010        | The Whole Truth                   | Justin Brogan       | Papel recurrente                                         |
| 2010        | Sons of Tucson                    | Niño #2             | Episodio: "Kisses and Beads"                             |
| 2010        | The Middle                        | Mitch               | Episodio: "TV o no TV"                                   |
| 2010        | Lost                              | Sam                 | Episodio "Sundown"                                       |
| 2011        | General Hospital                  | Sunny de joven      | Papel recurrente                                         |
| 2011        | Psych                             | Justin              | Episodio: "Shaw rescata a Darth Vader"                   |
| 2011        | Las aventuras de Bucket & Skinner | Antonio             | Episodio: "Epic Haunting"                                |
| 2011        | Rizzoli & Isles                   | Joey Mateo          | Episodio: "Brown Eyed Girl"                              |
| 2011        | Parenthood                        | Judá                | Episodio: "Amazing Andy and His Wonderful World of Bugs" |
| 2011        | NCIS                              | Nick Miller         | Episodio: "Libertad"                                     |
| 2014        | El mundo de Riley                 | Brandon             | Episodio: "Girl Meets Friendship"                        |
| 2015        | Scorpion                          | Paco                | Episodio: "Hacia el sur"                                 |
| 2015 - 2019 | Into the Badlands                 | M.K.                | Personaje principal                                      |
| 2021        | Ms. Marvel                        | Kareem / Red Dagger |                                                          |